# Parallelia perexcurvata
Parallelia perexcurvata là một loài bướm đêm trong họ Erebidae.